# Pjesma Eurovizije 1988.
Eurovizija 1988. je bila 33. Eurovizija održana 30. travnja 1988. u Dublinu, Irska. Voditelji su bili Pat Kenny i Michelle Rocca. Međunarodna superzvijezda, francusko-kanadska pjevačica Celine Dion je bila pobjednica s pjesmom "Ne Partez Pas Sans Moi" koju je sastavio švicarsko-turski skladatelj Atille Şereftuğa s riječima Nelle Martinetti. To je bila druga pobjeda za Švicarsku na Euroviziji (prva je bila 1956. - pjesma "Refrain" u izvedbi Lys Assie). To je bio ujedno i posljednji put da je pjesma na francuskom pobijedila na Euroviziji, nakon što je dominirala u ranijim godinama.

## Rezultati
| Broj | Zemlja                 | Jezik       | Pjevač              | Pjesma                       | Hrvatski prijevod                        | Pozicija | Bodovi |
| ---- | ---------------------- | ----------- | ------------------- | ---------------------------- | ---------------------------------------- | -------- | ------ |
| 1    | Island                 | islandski   | Beathoven           | "Þú og þeir (Sókrates)"      | Ti i oni                                 | 16       | 20     |
| 2    | Švedska                | švedski     | Tommy Körberg       | "Stad i ljus"                | Grad svjetla                             | 12       | 52     |
| 3    | Finska                 | finski      | Boulevard           | "Nauravat silmät muistetaan" | Smiješne oči su zapamćene                | 20       | 3      |
| 4    | Ujedinjeno Kraljevstvo | engleski    | Scott Fitzgerald    | "Go"                         | Idi                                      | 2        | 136    |
| 5    | Turska                 | turski      | MFÖ                 | "Sufi"                       | Sufi                                     | 15       | 37     |
| 6    | Španjolska             | španjolski  | La Década           | "La chica que yo quiero "    | Djevojka koju želim                      | 11       | 58     |
| 7    | Nizozemska             | nizozemski  | Gerard Joling       | "Shangri-La" Shangri-La      | -                                        | 9        | 70     |
| 8    | Izrael                 | hebrejski   | Yardena Arazi       | "Ben Adam" (בן אדם)          | Ljudsko biće                             | 7        | 85     |
| 9    | Švicarska              | francuski   | Céline Dion         | "Ne partez pas sans moi"     | Ne odlazi bez mene                       | 1        | 137    |
| 10   | Irska                  | engleski    | Jump The Gun        | "Take Him Home"              | Odvedi ga kući                           | 8        | 79     |
| 11   | Njemačka               | njemački    | Maxi & Chris Garden | "Lied für einen Freund"      | Pjesma za prijatelja                     | 14       | 48     |
| 12   | Austrija               | njemački    | Wilfried            | "Lisa Mona Lisa"             | Lisa Mona Lisa                           | 21       | 0      |
| 13   | Danska                 | danski      | Hot Eyes            | "Ka' du se hva' jeg sa'?"    | Možeš li vidjeti što osječam prema tebi? | 3        | 92     |
| 14   | Grčka                  | grčki       | Afroditi Frida      | "Clown" (Κλόουν)             | Klaun                                    | 17       | 10     |
| 15   | Norveška               | norveški    | Karoline Krüger     | "For vår jord"               | Za našu zemlju                           | 5        | 88     |
| 16   | Belgija                | francuski   | Reynaert            | "Laissez briller le soleil"  | Neka sunce sjaji                         | 18       | 5      |
| 17   | Luksemburg             | francuski   | Lara Fabian         | "Croire"                     | Vjerovati                                | 4        | 90     |
| 18   | Italija                | talijanski  | Luca Barbarossa     | "Vivo (Ti scrivo)"           | Preživjeti (Pišem ti)                    | 12       | 52     |
| 19   | Francuska              | francuski   | Gérard Lenorman     | "Chanteur de charme"         |                                          | 10       | 64     |
| 20   | Portugal               | portugalski | Dora                | "Voltarei"                   | Vratit ću se                             | 18       | 5      |
| 21   | Jugoslavija            | hrvatski    | Srebrna krila       | "Mangup"                     |                                          | 6        | 87     |

| Pjesma Eurovizije | Pjesma Eurovizije |
| --- | ----------------- |
| |                   |
| 01956. • 1957. • 1958. • 1959. • 1960. 1961. • 1962. • 1963. • 1964. • 1965. • 1966. • 1967. • 1968. • 1969. • 1970. 1971. • 1972. • 1973. • 1974. • 1975. • 1976. • 1977. • 1978. • 1979. • 1980. 1981. • 1982. • 1983. • 1984. • 1985. • 1986. • 1987. • 1988. • 1989. • 1990. 1991. • 1992. • 1993. • 1994. • 1995. • 1996. • 1997. • 1998. • 1999. • 2000. 2001. • 2002. • 2003. • 2004. • 2005. • 2006. • 2007. • 2008. • 2009. • 2010. 2011. • 2012. • 2013. • 2014. • 2015. • 2016. • 2017. • 2018. • 2019. • 2020. 2021. • 2022. • 2023. • 2024. • 2025. |                   |

| Pjesma Eurovizije | Pjesma Eurovizije |
| --- | ----------------- |
| |                   |
| 01956. • 1957. • 1958. • 1959. • 1960. 1961. • 1962. • 1963. • 1964. • 1965. • 1966. • 1967. • 1968. • 1969. • 1970. 1971. • 1972. • 1973. • 1974. • 1975. • 1976. • 1977. • 1978. • 1979. • 1980. 1981. • 1982. • 1983. • 1984. • 1985. • 1986. • 1987. • 1988. • 1989. • 1990. 1991. • 1992. • 1993. • 1994. • 1995. • 1996. • 1997. • 1998. • 1999. • 2000. 2001. • 2002. • 2003. • 2004. • 2005. • 2006. • 2007. • 2008. • 2009. • 2010. 2011. • 2012. • 2013. • 2014. • 2015. • 2016. • 2017. • 2018. • 2019. • 2020. 2021. • 2022. • 2023. • 2024. • 2025. |                   |